# Maximilien Luce
Maximilien Luce (13 de março de 1858 - Paris, 6 de fevereiro de 1941) foi um artista, impressor, pintor e anarquista francês.

## Biografia
Nascido num distrito operário de Paris, filho de um modesto funcionário da companhia ferroviária; Charles-Désiré Luce e de sua esposa Louise-Joséphine Dunas.
Durante a Comuna, frequentou aulas de desenho na Escola de Artes Decorativas de Paris. Tinha 13 anos em maio de 1871, quando assistiu à sangrenta repressão do governo provisório de Thiers contra a Comuna de Paris, evento que lhe marcou profundamente e que foi tema de alguns de seus quadros pintados alguns anos mais tarde.
Em 1872, Luce entrou para o aprendizado na oficina de gravura em madeira de Henri Théophile Hildebrand (1824-1897), participou de aulas noturnas na escola de desenho e modelagem da rue de Vaugirard e foi admitido nas aulas de desenho que o pintor Diogenes Maillart (1840-1926) ministrava aos trabalhadores da Fábrica de Gobelins.
A partir de 1876, começou a trabalhar no estúdio de Eugène Froment (1844–1900), produzindo gravuras para várias publicações. Realizou cursos adicionais de arte na Académie Suisse e também no estúdio do pintor retratista Carolus-Duran (1837–1917).
Através do estúdio de Froment, travou amizade com Léo Gausson e Émile-Gustave Cavallo-Péduzzi, com os quais passou algum tempo em Lagny-sur-Marne criando paisagens de cunho impressionista.
As primeiras pinturas a óleo conhecidas de Luce datam de 1876. A partir de 1885 e durante os quinze anos seguintes, tomou parte do movimento pós-impressionista, utilizando a técnica do divisionismo (ou pontilhismo), desenvolvida por Georges Seurat. A partir do início do século XX, retornou a um estilo mais clássico, mantendo porém a harmonia e o brilho de seu primeiro período.
Na primavera de 1887, as obras dos neo-impressionistas foram reunidas pela primeira vez no “Salon des Independents”.  Luce participou do salão expondo sete telas e travou conhecimento com diversos artistas, tornando-se próximo de Georges Seurat, do crítico Félix Fénéon e dos pintores Camille Pissaro e Paul Signac. Também nesta ocasião a exemplo de Signac e Pissaro adere ao movimento anarquista.
Em 1889 foi convidado para expor no Salon des XX, em Bruxelas, onde conheceu o poeta Émile Verhaeren e o pintor Théo Van Rysselberghe.
Em 1893, Luce conheceu Ambroisine Bouin, uma garota de Audierne que se tornou sua companheira, O casal teve um filho, Frederic, no ano seguinte.
Em 1894; o Presidente da França; Sadi Carnot foi assassinado pelo anarquista italiano Sante Geronimo Caserio. Suspeito de cumplicidade, particularmente por conta de sua colaboração com publicações anarquistas, Luce foi preso em 6 de julho e encarcerado na prisão de Mazas, sendo libertado após dois meses, por falta de elementos sérios contra ele. Produziu a partir deste episódio dez litografias sobre a vida na prisão que estão reunidas no álbum “Mazas”, acompanhado de um texto de Jules Vallès.
Abalado pela morte de seu pequeno filho Frederic em 1895, partiu com Ambroisine para Charleroi, a convite de seu amigo Théo Van Rysselberghe. Um segundo filho, também chamado Frédéric, nasceu em 1896.
Entre 1898 e 1899, durante o Caso Dreyfus, apoiou Emile Zola e o coronel Picquart, produzindo a série de desenhos “Dreyfusard”. Em 1899, entre 16 de outubro a 1º de novembro, sua exposição individual na Galerie Durand-Ruel alcançou grande sucesso público e crítica.
Durante as primeiras décadas do século XX, Luce produziu suas célebres pinturas sobre a “Semana Sangrenta” que marcara sua adolescência: “Uma rua em Paris em maio de 1871” (1903 -1905); “18 de março, em Pigalle” (1906); “Viva a Comuna” (c. 1910), “Os Últimos Defensores da Comuna, 28 de maio de 1871” (1915), “A Execução de Varlin” (1910 - 1917) e “A República e a Morte” (sem data).
Ainda nesta época, colaborou como ilustrador do jornal anarquista “Les Temps Nouveaux” e do jornal sindicalista “La Bataille”. Durante a 1ª Guerra Mundial, seguiu a linha editorial deste jornal, que defendia a “união sagrada” em torno do presidente Raymond Poincaré; publicando desenhos belicistas, o que o indispôs com alguns de seus amigos, como Paul Signac.
A correspondência de Luce mostra que ele ainda acreditava ser um antimilitarista. Embora visse na Alemanha uma personificação do militarismo, recusou-se à assinar o “Manifesto dos Dezesseis”.
Entre 1915 e 1916, ele buscou mostrar o significado social do conflito, pintando a atividade das estações parisienses e a retaguarda dos combates; em oposição ao heroísmo da propaganda patriótica, seus quadros atestavam a realidade cinzenta, pesada e sem glamour da guerra.
Após o término do conflito, adquiriu uma casa em Rolleboise, nas margens do Sena em 1920, onde passava longos períodos.
Durante a década de 1930, fez parte da comissão honorária da Liga Internacional de Combatentes da Paz, a mais radical das organizações pacifistas; em 1934, após os motins de fevereiro, assinou o “Appel à la lutte”, um manifesto antifascista de André Breton. Ainda em 1934 sucedeu Paul Signac como presidente da Sociedade dos Artistas Independentes.
Luce casou-se com sua companheira Ambroisine Bouin em 30 de março de 1940; ela morreu pouco depois em 7 de junho. Ainda ao final deste mesmo ano, Luce se demitiu da presidência dos artistas independentes para protestar contra a política de discriminação do governo de Vichy contra os judeus.
Maximilien Luce morreu em Paris à 7 de fevereiro de 1941, sendo sepultado ao lado de sua esposa, no cemitério de Rolleboise.
Um ativista libertário, produziu muitas ilustrações politicamente engajadas; foi também gravador, retratista e artista de pôsteres. Vestido com simplicidade, frequentando restaurantes populares, fugindo dos salões, Luce era descrito por seus amigos como um homem livre, digno, que não fazia concessões à moda, intransigente consigo mesmo e com os outros. Todos enfatizavam sua bondade e seu senso de amizade e evocavam um indivíduo integro, franco, áspero, desprovido de vaidade e indiferente às honrarias.